# Bythograeidae
Bythograeidae (лат.) — небольшое семейство крабов из подсекции Heterotremata, выделяемое в монотипическое надсемейство Bythograeoidea. Живут на большой глубине вблизи гидротермальных источников срединно-океанических хребтов. Семейство содержит 16 видов в шести родах. Их родственные отношения с другими крабами неясны. Считается, что они питаются бактериями и другими микроорганизмами.

## Виды
- Род Allograea Guinot, Hurtado & Vrijenhoek, 2002
  - Allograea tomentosa Guinot, Hurtado & Vrijenhoek, 2002
- Род Austinograea Hessler & Martin, 1989
  - Austinograea alayseae Guinot, 1990
  - Austinograea hourdezi Guinot & Segonzac, 2018
  - Austinograea jolliveti Guinot & Segonzac, 2018
  - Austinograea rodriguezensis Tsuchida & Hashimoto, 2002
  - Austinograea williamsi Hessler & Martin, 1989
- Род Bythograea Williams, 1980
  - Bythograea galapagensis Guinot & Hurtado, 2003
  - Bythograea intermedia Saint Laurent, 1988
  - Bythograea laubieri Guinot & Segonzac, 1997
  - Bythograea microps Saint Laurent, 1984
  - Bythograea thermydron Williams, 1980
  - Bythograea vrijenhoeki Guinot & Hurtado, 2003
- Род Cyanagraea Saint Laurent, 1984
  - Cyanagraea praedator Saint Laurent, 1984
- Род Gandalfus McLay, 2007
  - Gandalfus puia McLay, 2007
  - Gandalfus yunohana (Takeda, Hashimoto & Ohta, 2000)
- Род Segonzacia Guinot, 1989
  - Segonzacia mesatlantica (Williams, 1988)